# Genaro Estrada Félix

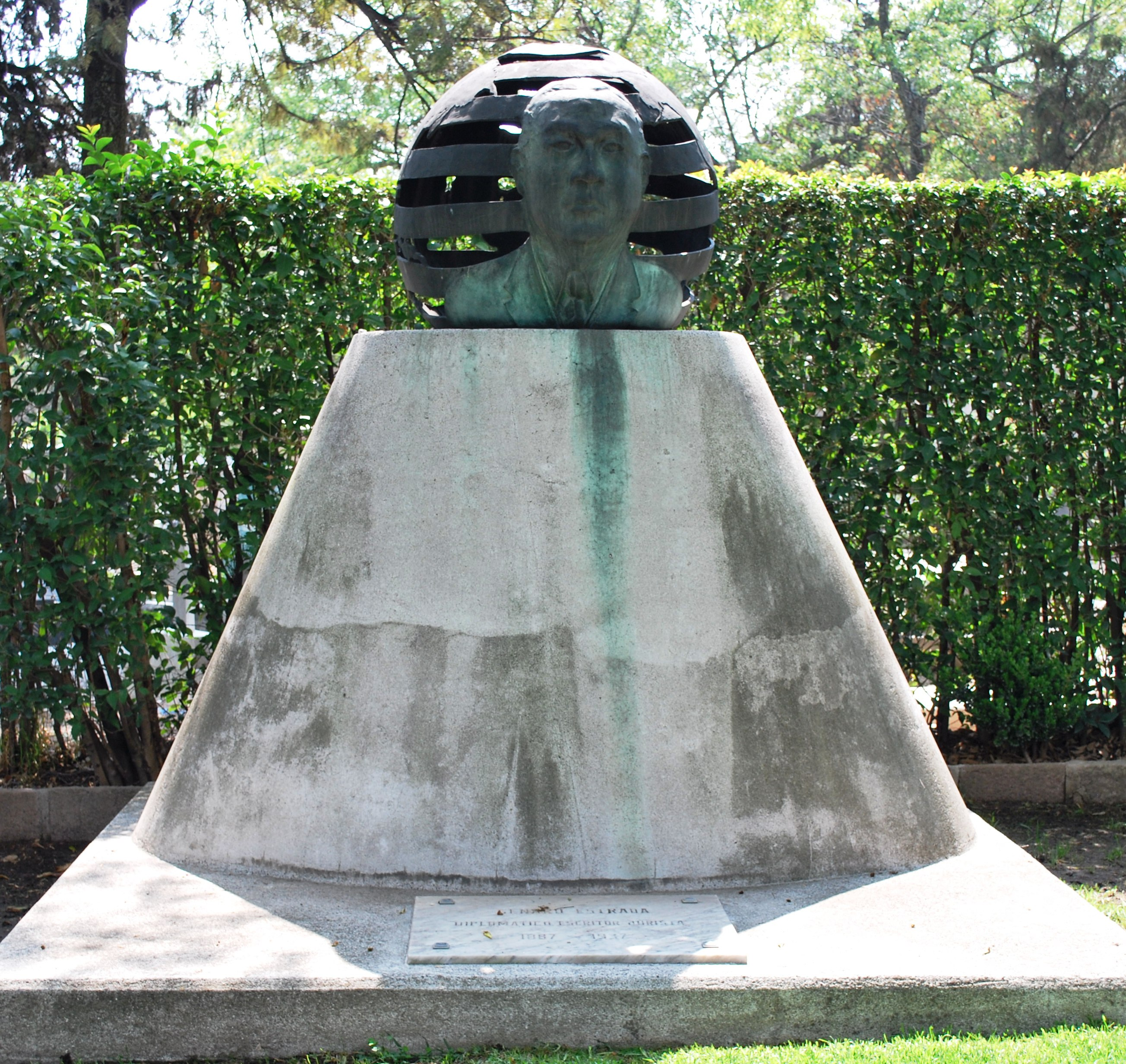
Grab von Genaro Estrada Félix im Panteón de Dolores

Genaro Estrada Félix (* 2. Juni 1887 in Mazatlán, Sinaloa; † 29. September 1937 in Mexiko-Stadt) war ein mexikanischer Historiker, Diplomat und Politiker. Er ist namensgebend für die Estrada-Doktrin.

## Leben
Estrada war ein Redakteur des El Monitor Sinaloense und des Diario del Pacífico.
1911 berichtete er aus Morelos über die von Emiliano Zapata geführte Aufstandsbewegung.
1912 zog er nach Mexiko-Stadt, leitete die Redaktion des El Diario und gründete mit Enrique González Martínez die Zeitschrift Argos. 1913 wurde er Lehrer an der Escuela Nacional Preparatoria und verfasste mit Genaro García (1867–1920) eine umfangreiche Geschichte Mexikos.
Ende 1917 berief ihn Alberto J. Pani zum Leiter der Öffentlichkeitsarbeit des Industrie- und Handelsministeriums. Als Alberto J. Pani 1921 Außenminister geworden war berief er Estrada zum Leiter des Archivs des mexikanischen Außenministeriums. 1927 wurde er Staatssekretär und schließlich von 1930 bis 1932 Außenminister.

## Schriftstellerisches Wirken
Er wurde später Professor an der Nationalen Autonome Universität von Mexiko (UNAM) und Gründer der Academia Mexicana de la Historia. Er war korrespondierendes Mitglied der Mexikanischen Akademie der Sprache und Gründungsmitglied der Akademie der mexikanischen Geschichte, welcher er von 1917 bis Dezember 1937 vorsaß. Zudem veröffentlichte er einen Roman, Pero Galín (1926), und vier Bücher der Poesie und der politischen Satire. Als Delegierter beim Völkerbund trug er im September 1930 die Estrada-Doktrin vor.
| Vorgänger        | Amt                                                                         | Nachfolger           |
| ---------------- | --------------------------------------------------------------------------- | -------------------- |
| Alberto J. Pani  | Mexikanischer Botschafter in Madrid 18. März 1932 bis 1. November 1934      | Manuel Pérez Treviño |
| Leonardo Márquez | Mexikanischer Botschafter in Ankara 17. Oktober 1933 bis 1. November 1934   | Manuel Pérez Treviño |
| —                | Mexikanischer Botschafter in Lissabon 20. Januar 1934. bis 1. November 1934 | Manuel Pérez Treviño |